# Le Samyn des Dames 2014
La 3e édition du Samyn des Dames a lieu le 5 mars 2014. Elle fait partie du calendrier international féminin UCI 2014 en catégorie 1.2 et constitue une des manches de la Lotto Cycling Cup pour Dames 2014. Elle se déroule en même temps que l'épreuve masculine. La course est remportée par la Suédoise Emma Johansson.

## Classement final
| \| Classement général \| Classement général \| Classement général \| Classement général \| Classement général \| \| Coureuse \| Coureuse \| Pays \| Équipe \| Temps \| \| ------------------ \| -------------------- \| ------------------ \| ------------------------------ \| ------------------ \| \| 1re \| Emma Johansson \| Suède \| Orica-AIS \| 2 h 48 min 25 s \| \| 2e \| Ashleigh Moolman \| Afrique du Sud \| Hitec Products \| + 0 s \| \| 3e \| Sofie De Vuyst \| Belgique \| Futurumshop.nl-Zannata \| + 0 s \| \| 4e \| Ellen van Dijk \| Pays-Bas \| Boels Dolmans \| + 0 s \| \| 5e \| Maaike Polspoel \| Belgique \| Giant-Shimano \| + 0 s \| \| 6e \| Maura Kinsella \| États-Unis \| Optum-Kelly Benefit Strategies \| + 0 s \| \| 7e \| Amy Pieters \| Pays-Bas \| Giant-Shimano \| + 0 s \| \| 8e \| Elisa Longo Borghini \| Italie \| Hitec Products \| + 0 s \| \| 9e \| Emilia Fahlin \| Suède \| Wiggle Honda \| + 0 s \| \| 10e \| Joanne Kiesanowski \| Nouvelle-Zélande \| Tibco-To the Top \| + 0 s \| |                      |                  |                                |                 |
| |                      |                  |                                |                 |
| Source : ProCyclingStats |                      |                  |                                |                 |
| Classement général |                      |                  |                                |                 |
| Coureuse | Coureuse             | Pays             | Équipe                         | Temps           |
| 1re | Emma Johansson       | Suède            | Orica-AIS                      | 2 h 48 min 25 s |
| 2e | Ashleigh Moolman     | Afrique du Sud   | Hitec Products                 | + 0 s           |
| 3e | Sofie De Vuyst       | Belgique         | Futurumshop.nl-Zannata         | + 0 s           |
| 4e | Ellen van Dijk       | Pays-Bas         | Boels Dolmans                  | + 0 s           |
| 5e | Maaike Polspoel      | Belgique         | Giant-Shimano                  | + 0 s           |
| 6e | Maura Kinsella       | États-Unis       | Optum-Kelly Benefit Strategies | + 0 s           |
| 7e | Amy Pieters          | Pays-Bas         | Giant-Shimano                  | + 0 s           |
| 8e | Elisa Longo Borghini | Italie           | Hitec Products                 | + 0 s           |
| 9e | Emilia Fahlin        | Suède            | Wiggle Honda                   | + 0 s           |
| 10e | Joanne Kiesanowski   | Nouvelle-Zélande | Tibco-To the Top               | + 0 s           |